# 道の駅ウトナイ湖

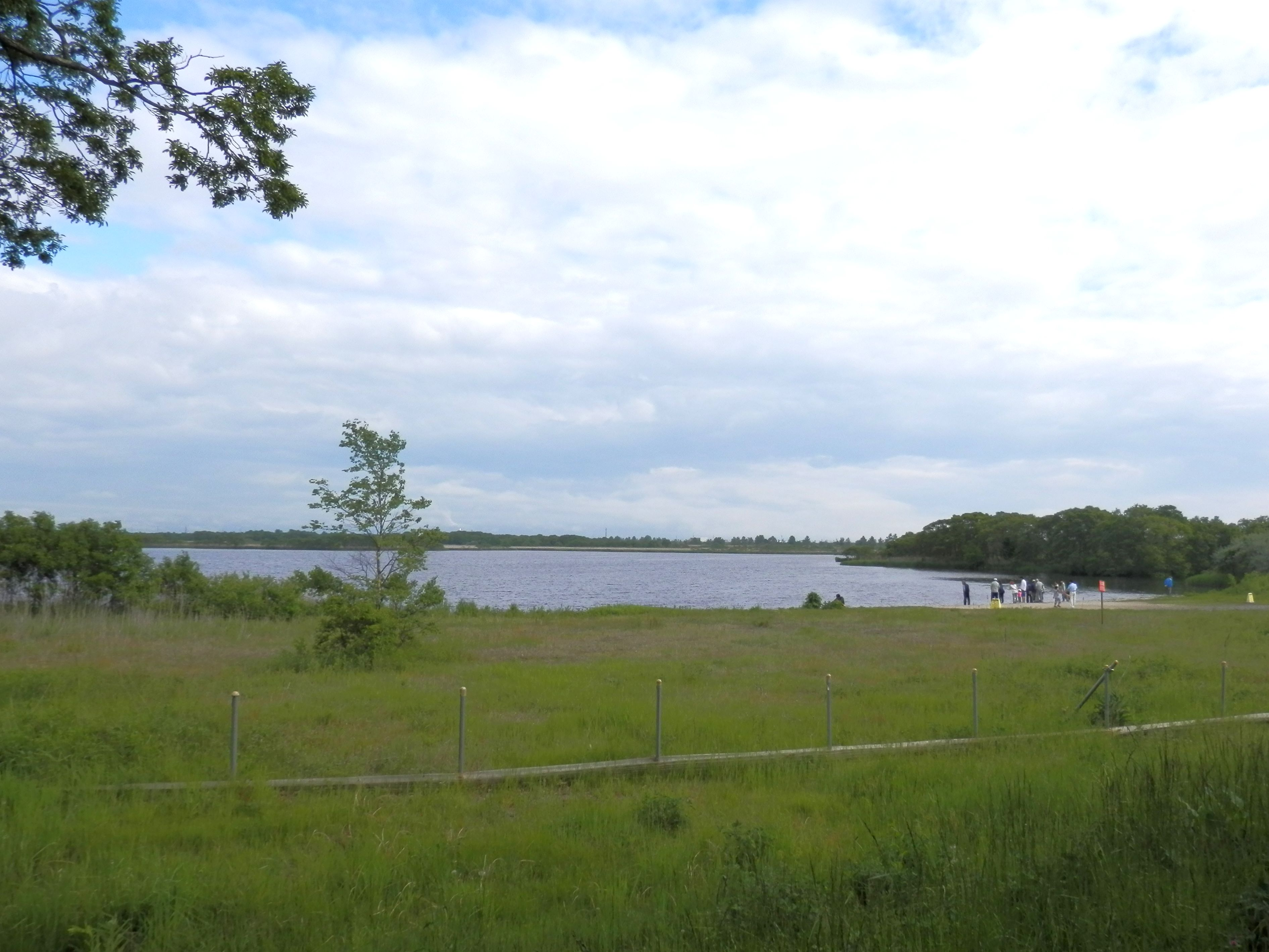
ウトナイ湖（2013年6月）

道の駅ウトナイ湖（みちのえき ウトナイこ）は、北海道苫小牧市にある国道36号の道の駅。

## 施設
- 駐車場
  - 普通車：93台
  - 大型車：10台
  - 身障者用 : 2台
- トイレ（24時間利用可能）
  - 男：大2器、小4器
  - 女：5器
  - 身障者用：2器
- 公衆電話：1台
- 観光案内所
- レストラン
- 農産物・物産コーナー
- テイクアウトコーナー
- 休憩コーナー
- 展望テラス
- 展望台[4]

## アクセス
国道36号沿いに位置しており、国道235号や北海道道91号苫小牧東インター線に近接している。また、新千歳空港や苫小牧西港フェリーターミナルからのアクセスも良い。周辺にはウトナイ湖、ウトナイ湖野生鳥獣保護センターがある。
- 道南バス「ウトナイ湖」停留所下車